# Лин Делийа
Лин Делийа (ит. Lin Delija; 3 февраля 1926, Шкодер, Албания — 9 апреля 1994, Рим, Италия) — итальянский художник албанского происхождения, яркий представитель современного искусства второй половины XX века.

## Биография
Родился в Шкодере (Албания) 3 февраля 1926 года. Окончил школу при францисканском монастыре в Шкодере. В возрасте 18 лет был вынужден бежать из Албании, вначале — в Югославию, где изучал живопись в Школе искусств города Херцер- Нови и Академии искусств в Загребе, затем — в Италию, где с 1954 по 1959 год учился в Римской академии искусств. Его наставником был знаменитый основатель так называемой «римской школы» Марио Мафаи.
В 1962 году переселился в небольшой городок Антродоко, неподалеку от провинциального центра, Риети, древней столицы сабинян. Антродоко стал его вторым домом, он жил и работал в этом городе до конца своих дней: открыл Школу искусств имени албанского поэта Гергя Фишты, стал основателем Свободной академии художеств.
В 1992 году ненадолго вернулся в Албанию. Умер в 1994 году. Похоронен в Антродоко.
В 2002 году был открыт музей Лина Делийа — Карло Чези (уроженец Антродоко, художник XVII века). В 2005 году была основана культурная ассоциация, поставившая своей задачей популяризацию творческого наследия художника.
Работы Лина Делийа выставлены в Музее современного искусства в Ватикане, в Национальной художественной галерее Тираны, Президентском дворце Тираны, в Кафедральном Соборе Our Lady of Albanians в Детройте (США), большое количество полотен приобретены частными коллекционерами.

## Творчество
Выполнял работы на разных материалах: холсте, дереве, бумаге.
Несмотря на популярность движения хиппи, сексуальную революцию и новую музыку, обращался к религиозной тематике, образу Христа.
Использовал в картинах колорит албанской жизни: традиционную одежду, обычаи, повседневные занятия